# Arene flexispina
Arene flexispina is een slakkensoort uit de familie van de Areneidae. De wetenschappelijke naam van de soort is voor het eerst geldig gepubliceerd in 1985 door Leal & Coelho.